# (78391) Michaeljäger
(78391) Michaeljäger (2002 PT163) – planetoida z pasa głównego asteroid okrążająca Słońce w ciągu 5,49 lat w średniej odległości 3,11 j.a. Odkryta 8 sierpnia 2002 roku.